# Государственный переворот в Османской империи (1912)
Государственный переворот в Османской империи (1912) — военный путч, организованный группой армейских руководителей против правительства, сформированного представителями политической силы младотурок — «Единения и прогресса». Это правительство возникло в результате всеобщих выборов 1912 года, но по причине либеральной направленности идеологов младотурок оно вызвало недовольство военной верхушки. Лидерами военного переворота была группа офицеров, которые сами себя называли «Офицерами-спасителями» (османский тур. Halâskâr Zâbitân).

## Причины
Часто «офицеров-спасителей» относят к либеральному крылу Партии свободы и согласия, которая была основана в Стамбуле в 1911 году, а по итогам выборов она стала второй по численности партией турецкого парламента. Она же стала главной оппозиционной силой, которая противостояла развитию младотурецкой идеологии. Эта партия активно привлекала в свои ряды молодых офицеров, которые разделяли протестные настроения и выступали против либеральных преобразований в турецком обществе. Этот путч стал одним из ключевых признаков политической нестабильности, которая была характерна для Османской империи на финальном этапе её существования, а общий политический кризис, в рамках которого состоялся переворот, был существенно усугублён вспыхнувшим конфликтом на Балканах.

## Предыстория
В результате Младотурецкой революции, которую организовали младотурки, 3 июля 1908 года султан Абдул-Хамид II под давлением революционно настроенных групп общественности согласился восстановить Конституцию Османской империи 1876 года. Также впервые за более чем 30 лет 17 декабря 1908 года был созван Сенат Османской империи (Меджлис-и-Айан), в состав которого вошли ещё живые члены прежнего сената. Первая сессия палаты депутатов состоялась 30 января 1909 года. Контрпереворот 13 апреля 1909 года ставил перед собой цель ликвидировать Эру Конституции и восстановить прежние привилегии авторитарного правления султана, однако 24 апреля он был подавлен вмешательством Армии действия, которая стояла на страже последовательных конституционных преобразований. Впрочем, вскоре деятельность «Либерального союза» (другое название Партии свободы и согласия) была почти полностью блокирована в том числе из-за актов насилия, направленных против неё, а большее влияние приобрела партия младотурок «Единение и прогресс». Тем не менее, и ЕиП не контролировала орган законодательной власти полностью, а её положение осложнилось в связи с тем, что представители ЛС начали распускать слухи о том, что ЕиП сфальсифицировало результаты всенародного голосования в свою пользу. Тем более из-за разгоревшейся Итало-турецкой войны за обладание Триполитанией и Киренаикой и восстания в Албании партия младотурок утратила часть доверия избирателей и испытала серьёзные репутационные сложности.

## Переворот. Новое правительство
В этих условиях группа офицеров под руководством майора Кемаля (позже прозванного Шенкилем), начала подготовку вооружённого восстания. Офицеры ограничили свободу передвижения членов правительства и путём психологического давления вынудили его подать в отставку, что означало бескровную победу путчистов. Новый кабинет министров, получивший известность под названием «Великого кабинета» (тур. Büyuk Kabine), был сформирован популярным среди турок муширом Ахмедом Мухтар-пашой, героем Крымской войны и русско-турецкой войны 1877—1878 годов. Членами его правительства были авторитетные государственные чиновники, которые испытывали острую неприязнь к представителя младотурецкого движения — они с лёгкостью заручились кредитом доверия. Несмотря на то, что «Единение и прогресс» формально сохраняла большинство в парламенте, по существу после переворота она утратила доступ к рычагам исполнительной власти. Вскоре группа «офицеров-спасителей» принудила великого визиря Ахмеда Мухтар-пашу приостановить деятельность турецкого парламента, так что ЕиП утратила последний оплот и оказалась окончательно ослабленной.

## Дальнейшие события
Правительство, подконтрольное военной хунте «офицеров-спасителей», управляло Османской империей с лета 1912 года. Однако по окончании Балканской войны турецкая армия неожиданно для западных держав, покровительствовавших ей (в частности, для Франции), была разбита по всем фронтам и, признав масштабное поражение, отказалась от территориальной экспансии. В январе 1913 года в рамках всеобщего ослабления правящей коалиции лидеры ЕиП организовали и провели ответный переворот, в результате которого правительство Мухтар-паши и курировавшие его «офицеры-спасители» были смещены и вынуждены были бежать в Египет и Албанию. Новое правительство просуществовало вплоть до начала боевых действий Первой мировой войны.